# Parti démocrate libéral (Espagne)
Pour les articles homonymes, voir Parti démocrate libéral.

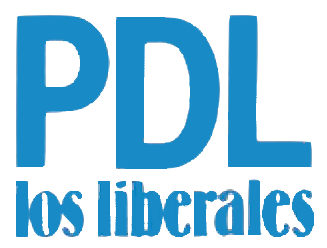
Logo du parti

Le Parti démocrate libéral (PDL) était un parti politique espagnol d'idéologie libérale fondé en 1982 par Antonio Garrigues (es) à partir des secteurs libéraux de l'Union du centre démocratique (UCD).